# Người Hy Lạp
Người Hy Lạp hay Người Hellene (/ˈhɛliːnz/; tiếng Hy Lạp: Έλληνες, Éllines [ˈelines]) là một nhóm sắc tộc và dân tộc có nguồn gốc từ Hy Lạp, Síp, nam Albania, Tiểu Á, một phần Ý và Ai Cập, và có thể tính thêm các quốc gia xung quanh Đông Địa Trung Hải và Biển Đen. Họ cũng hình thành một cộng đồng kiều dân (omogenia) lớn, với nhiều cộng đồng người Hy Lạp được thành lập trên khắp thế giới.
Trong lịch sử, các thuộc địa và cộng đồng Hy Lạp đã được thành lập bên bờ Địa Trung Hải và Biển Đen, nhưng người Hy Lạp lại luôn tập trung quanh các vùng biển Aegea và Ionia, nơi tiếng Hy Lạp được sử dụng phổ biến từ Thời đại đồ đồng. Tới đầu thế kỷ 20, cư dân Hy Lạp phân bố trải dài từ bán đảo Hy Lạp, bờ tây Tiểu Á, bờ Biển Đen, dãy Kavkaz ở trung tâm Tiểu Á, Ai Cập, bán đảo Balkans, Síp, và Constantinoplolis. Các trung tâm văn hóa của người Hy Lạp bao gồm Athens, Thessaloniki, Alexandria, İzmir, và Constantinopolis.
Tính tới thời điểm hiện tại, hầu hết người Hy Lạp sống trong phạm vi biên giới của quốc gia Hy Lạp hiện đại hoặc ở Síp. Cuộc diệt chủng Hy Lạp và di chuyển dân cư giữa Hy Lạp và Thổ Nhĩ Kỳ đã gần như xóa sạch sự hiện diện kéo dài ba thiên niên kỷ của người Hy Lạp ở Tiểu Á. Một số cộng đồng Hy Lạp lâu đời khác có thể được tìm thấy ở miền nam nước Ý, dãy Kavkaz, miền nam Nga và Ukraine, cũng như các cộng đồng kiều dân Hy Lạp ở một số quốc gia. Ngày nay, đa phần người Hy Lạp là thành viên chính thức của Giáo hội Chính thống giáo Hy Lạp.
Người Hy Lạp có ảnh hưởng và đóng góp lớn đối với nền văn hóa, nghệ thuật thị giác, thám hiểm, sân khấu kịch, văn học, triết học, đạo đức học, chính trị, kiến trúc, âm nhạc, toán học, y tế, khoa học, công nghệ, thương mại, ẩm thực và thể thao của nhân loại. Tiếng Hy Lạp được ghi nhận là ngôn ngữ còn tồn tại lâu đời nhất thế giới, và bộ từ vựng của ngôn ngữ này trở thành nền tảng cho nhiều ngôn ngữ khác, bao gồm tiếng Anh và từ vựng khoa học quốc tế. Tiếng Hy Lạp là lingua franca phổ biến nhất ở vùng Địa Trung Hải kể từ thế kỷ thứ tư. Đồng thời, Tân Ước của Kinh Thánh ban đầu cũng được viết bằng tiếng Hy Lạp.